# Закон Ома

Мал. 1. I — струм крізь провідник, V — напруга, виміряна на провіднику, а R — опір провідника.

Зако́н О́ма — це твердження про пропорційність сили струму в провіднику прикладеній напрузі, справедливе для металів і напівпровідників за не надто великих прикладених напругах. Якщо для елемента електричного кола справедливий закон Ома, то цей елемент має лінійну вольт-амперну характеристику.
Більш точно — закон Ома стверджує, що сила струму у провіднику між двома точками (мал. 1) прямо пропорційна напрузі на цих двох точках. Вводячи константу пропорційності — опір, можна прийти до звичайного математичного рівняння, яке показує цю залежність (розділ Математичне формулювання).

## Фізична природа закону
Закон Ома справедливий для провідників, виготовлених із матеріалів, у яких є вільні носії заряду: електрони провідності, дірки або іони. Якщо до таких провідників прикласти напругу, то в провідниках виникає електричне поле, що змушуватиме носії заряду рухатися. Під час цього руху носії заряду розганяються і збільшують свою кінетичну енергію. Проте зростання енергії носіїв заряду обмежене зіткненнями між собою, зі зміщеними з положень рівноваги, внаслідок теплового руху, атомами матеріалу. Під час таких зіткнень, надлишкова кінетична енергія носіїв струму передається коливанням кристалічної ґратки, та виділяється у вигляді тепла.
В середньому, носії заряду мають швидкість, яка визначається частотою зіткнень. Математичною характеристикою таких зіткнень є час розсіяння і зв'язана із ним довжина вільного пробігу носіїв заряду. Обчислення показують, що середня швидкість носіїв заряду пропорційна прикладеному електричному полю, а отже й напрузі.
Таким чином, у матеріалах із вільними носіями заряду сила струму пропорційна напруженості електричного поля. Проходження струму крізь матеріал супроводжується виділеннями тепла. Докладніше про це — у статті закон Джоуля — Ленца.
У сильних електричних полях закон Ома часто не справджується навіть для гарних провідників, оскільки фізична картина розсіювання носіїв заряду змінюється. Розігнаний до великої швидкості носій заряду може іонізувати нейтральний атом, породжуючи нові носії
заряду, які теж у свою чергу роблять внесок в електричний струм. Електричний струм різко, іноді лавиноподібно, зростає.

У деяких матеріалах за низьких температур процеси розсіювання носіїв заряду гасяться завдяки особливій взаємодії між ними та коливаннями кристалічної ґратки — фононами. В такому разі виникає явище надпровідності.

## Математичне формулювання
В електротехніці прийнято записувати закон Ома в інтегральному вигляді
{\displaystyle U=I*R}
де U — прикладена напруга, I — сила струму, R — електричний опір провідника.
При аналізі електричних схем три еквівалентні вирази закону Ома використовуються як взаємозамінні:
{\displaystyle I=U/R} або {\displaystyle U=I*R} або {\displaystyle R=U/I}
Водночас, закон Ома стверджує, що R у цьому відношенні є постійним і не залежить від струму. Якщо опір не є постійним, попереднє рівняння не можна назвати законом Ома, але його все одно можна використовувати як визначення постійного опору. Закон Ома — це емпіричне співвідношення, яке точно визначає провідність переважної більшості електропровідних матеріалів за багатьох порядків величини струму. Однак деякі матеріали не підкоряються закону Ома; їх називають неомічними.
Отже опір є характеристикою провідника, а не матеріалу, й залежить від довжини та поперечного перерізу провідника. Тому в фізиці застосовують закон Ома у диференціальному вигляді:
{\displaystyle \mathbf {j} =\sigma \cdot \mathbf {E} }
де j — густина струму, σ — питома провідність матеріалу, E — напруженість електричного поля.
Питома провідність залежить від кількості вільних носіїв заряду в провіднику і від їхньої рухливості.

## Еквівалентність двох форм запису
Різниця потенціалів (напруга) на кінцях провідника довжиною {\displaystyle l} з постійною напруженістю електричного поля {\displaystyle E} дорівнює
{\displaystyle U=\Delta \varphi =El}
Якщо провідник має площу перерізу S, то сила струму в ньому зв'язана з густиною сили струму формулою:
{\displaystyle I=jS}.
Виходячи із закону Ома в формі
{\displaystyle j=\sigma E}
і, підставляючи значення {\displaystyle j=I/S} та {\displaystyle E=U/l}, отримуємо рівняння
{\displaystyle {\frac {I}{S}}=\sigma {\frac {U}{l}}},
або
{\displaystyle U={\frac {l}{\sigma S}}I=RI},
де опір {\displaystyle R} визначається через питому провідність формулою
{\displaystyle R={\frac {l}{\sigma S}}=\rho {\frac {l}{S}}}.
Тут {\displaystyle \rho =1/\sigma } — питомий опір.

## Змінний струм
У разі змінного струму закон Ома можна розширити, залучивши до розгляду також елементи електричного кола, які характеризуються ємністю й індуктивністю. Змінний струм проходить крізь конденсатор, та випереджає за фазою напругу. В індуктивності змінний струм відстає за фазою від напруги. Проте в обох випадках амплітуда змінного струму пропорційна амплітуді прикладеної змінної напруги. Математично це можна показати, ввівши комплексні опори (імпеданси).
Тоді можна записати
{\displaystyle U=I\cdot Z}
де U — амплітуда змінної напруги, I — амплітуда змінного струму, Z — імпеданс.

## Закон Ома для повного кола
В повному колі окрім опору навантаження є ще джерело живлення, яке має власний внутрішній опір. Сила струму в ньому визначається формулою
{\displaystyle I={\frac {\mathcal {E}}{R+r}}}
де {\displaystyle {\mathcal {E}}} — електрорушійна сила, {\displaystyle R} — опір навантаження,
{\displaystyle r} — внутрішній опір джерела струму.

## Історія відкриття

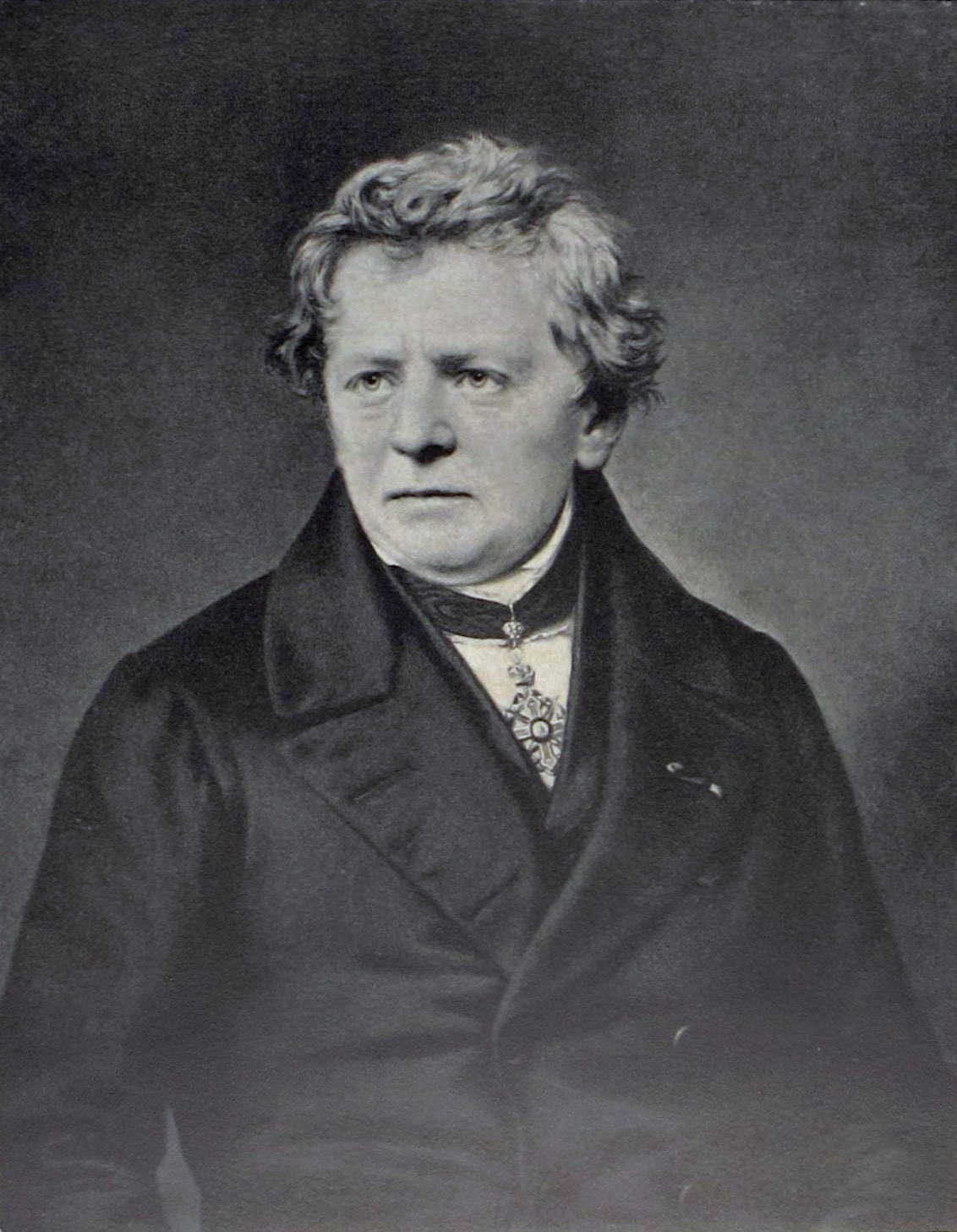
Георг Симон Ом

Георг Ом проводив дослідження протікання струму в електричному колі на початку XIX століття. На шляху до встановлення закономірності йому довелося подолати чимало перешкод. Для проведення досліджень і встановлення закономірності необхідно було мати вимірювальні прилади, джерела струму із стандартними властивостями, що не змінювалися б з часом, стандартні провідники. Усе це довелося створити або вдосконалити.
Було добре відомо, що магнітна дія струму змінюється при зміні елементів замкнутого кола: джерела електричного струму та провідників, які з'єднують полюси джерела. Чи існує закономірність, яка пов'язує магнітну дію струму з величинами, які характеризують елементи замкнутого кола? Мабуть, таке питання виникало у багатьох дослідників.
Легко уявити обставини, за яких почалися пошуки підсвідомо відчуваної закономірності. Визначення напруги, спаду напруги, електрорушійної сили ще не були сформульовані. Точаться суперечки щодо механізму дії гальванічних елементів, незрозуміле взаємовідношення електростатичних сил та сил, які виникають під час протікання струму; нарешті невідомо що таке рухома електрика та електрика в спокої. Ом, наприклад, називає у своїх перших працях електричний струм «контактною електрикою».
Ом керувався наступною ідеєю. Якщо над провідником, яким проходить струм, підвісити на пружній нитці магнітну стрілку, то кут повороту стрілки свідчитиме про струм, точніше про його зміни для різноманітних елементів замкненого кола. Ом повернувся до задумів Кулона й виготовив крутильні терези. Магнітна стрілка виявилась точним і чутливим гальванометром.
У перших дослідах, підсумки яких Ом оприлюднив 1825 року, спостерігалась «втрата сили» (зменшення кута відхилення стрілки) зі збільшенням довжини провідника, приєднаного до полюсів вольтового стовпа (поперечний переріз провідника був постійним). Оскільки не було одиниць вимірювання, довелося обрати еталон — «стандартний дріт». Як залежна змінна виступало зменшення сили, що діяла на магнітну стрілку. Досліди виявили закономірне зменшення цієї сили у разі збільшення довжини провідника. Функція отримала аналітичний вираз, але Ом не зазіхав на встановлення закономірності через те, що гальванічний елемент не надавав постійної електрорушійної сили (е.р.с.).
Ом ще не розумів значення внутрішнього опору джерела струму. Вольтів стовп, який він досліджував, мав внутрішній опір, який значно перевищував зовнішній. Щоб отримати показники, достатні для оцінки відхилення магнітної стрілки «гальванометра», звичайно ж доводилося зводити до мінімуму опір зовнішньої частини кола, який визначався, по суті, коротким відрізком металевого провідника. Зрозуміло, що в такій ситуації точність встановлення залежності сили струму від опору металевих провідників була недостатньою. До того ж внутрішній опір вольтового стовпа був далеко не постійним.
Звичайно ж потрібно дивуватися тому, що закономірність для описаної ситуації була визначена правильно, хоча б у першому наближенні.
Проте до встановлення закону було ще далеко.

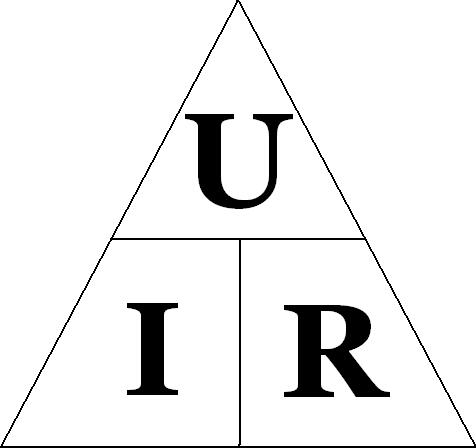
Діаграма, що допомагає запам'ятати закон Ома. Потрібно закрити шукану величину, і два інших символи дадуть формулу для її обчислення

Успіх наступних дослідів Ома вирішило відкриття термоелектрики. Німецький фізик Томас Йоганн Зеєбек брав участь у великій дискусії між прихильниками хімічної та контактної теорії. Він дотримувався думки Вольта, що е.р.с. виникає при контакті речовини незалежно від наявності хімічного реагенту, та шукав доказів. У 1822 році Зеебек виготовив спіраль з мідної смужки, всередині якої закріпив компас. Це був по-сучасному гальванометр з невеликим внутрішнім опором. Кінці спіралі приєднувались до різних металевих пластинок. Коли було взято бісмутовий диск і покладено на мідний, магнітна стрілка здригнулася. Ефекту не було, якщо диск брали не рукою, а за допомогою предмета, який мав кімнатну температуру.
Врешті-решт Зеєбек з'ясував, що ефект пропорційний різниці температур двох контактів.
Одним з найважливіших чинників відкриття було те, що в руках дослідників з'явилося джерело, е.р.с. якого можна було плавно регулювати і підтримувати постійною.
Ом використав термопару бісмут-мідь, один спай поміщався в лід, інший — у окріп. Чутливість гальванометра довелося звичайно ж збільшити. Перебіг вимірів являв собою наступне: вісім досліджуваних провідників почергово вмикалися в коло. В кожному випадку фіксувалося відхилення магнітної стрілки. Результат досліду Ом виразив такою формулою:
{\displaystyle X={\frac {a}{b+x}}}, де
- Х — сила магнітної дії провідника,
- а — стала, яка визначала е.р.с. термопари,
- х — довжина провідника.
- b — константа, яка визначала провідність всього кола.

Це був другий крок. Тут ще немає звичних нам термінів: сили струму, е.р.с., зовнішнього, внутрішнього опору. Вони з'являться поступово.
В наступній праці (1826 рік) Ом вводить визначення «електроскопічної сили», користується поняттям сили струму та записує закон для ділянки кола вже у вигляді, дуже близькому до сучасного:
{\displaystyle X={\frac {kwa}{l}}}, де
- Х — сила струму,
- k — провідність,
- w — поперечний переріз провідника,
- а — електроскопічна сила,
- l — довжина провідника.

Попри переконливі дані дослідів та чіткі теоретичні основи, закон Ома протягом майже десяти років лишався маловідомим. Достатньо сказати, що Фарадей також не підозрював про існування закону; для представлення власних дослідів він був змушений вдаватися до перерахунку даних про елементи кола: кількість пластин в батареях, їхні розміри, склад електроліту, довжина, діаметр та матеріал дроту.
Омові довгий час безуспішно доводилося доносити місцевим науковцям, що ним відкрито важливу істину.
Ввести закон у фізику виявилося набагато складніше, ніж відкрити — і це зрозуміло. Фізичне мислення на той час було ще не готовим до сприйняття загальної закономірності (тим більше від містечкового вчителя).
Перевірка закону Ома тривала впродовж майже всього XIX століття. 1876 року, спеціальний комітет Британської асоціації провів точну перевірку, вказану Максвеллом. Справедливість закону Ома для рідких провідників було підтверджено Коном, Фітцтжеральдом та Троутоном.